# Мієлєро білогорлий
Мієлєро білогорлий (Conopophila albogularis) — вид горобцеподібних птахів родини медолюбових (Meliphagidae). Мешкають в Австралії, Індонезії і Папуа Новій Гвінеї.

## Опис
Довжина птаха становить 12-14,5 см. Самці важать 9,2-14,5 г, самиці 9,8-13,2. Забарвлення переважно сірувато-коричневе. Махові пера жовті. Горло білувате, на грудях рудувато-коричнева смуга. Дзьоб чорнувато-сірий, лапи сизі.

## Поширення і екологія
Білогорлі мієлєро мешкають в регіоні Топ-Енд (Північна Територія), на півострові Кейп-Йорк, на Новій Гвінеї та на островах Торресової протоки, Мелвілл і Ару. Вони живуть в сухих і вологих рівнинних тропічних лісах, мангрових лісах, у вологих саванах, в чагарникових заростях і парках. Зустрічаються на висоті до 600 м над рівнем моря.